# 910 Anneliese
Anneliese (asteroide 910) é um asteroide da cintura principal com um diâmetro de 47,07 quilómetros, a 2,4727169 UA. Possui uma excentricidade de 0,1543321 e um período orbital de 1 826,25 dias (5 anos).
Anneliese tem uma velocidade orbital média de 17,4182883 km/s e uma inclinação de 9,25755º.
Esse asteroide foi descoberto em 1 de Março de 1919 por Karl Reinmuth.